# الجعدية (ذي السفال)

تعديل مصدري - تعديل

الجعدية محلة تابعة لقرية النفس، التابعة لعزلة بني عبد الله بمديرية ذي السفال إحدى مديريات محافظة إب في الجمهورية اليمنية، بلغ تعداد سكانها 341 حسب تعداد اليمن لعام 2004.